# Karl Ehrenbolger
Karl Ehrenbolger (13 novembre 1899 – ...) è stato un calciatore svizzero, di ruolo attaccante.

## Carriera
Ha giocato i Giochi olimpici del 1924 con la Nazionale di calcio della Svizzera, squadra che arrivò seconda dietro l'Uruguay.